# Pleurogonium inerme
Pleurogonium inerme är en kräftdjursart som beskrevs av Georg Ossian Sars 1882. Pleurogonium inerme ingår i släktet Pleurogonium och familjen Paramunnidae. Arten är reproducerande i Sverige. Utöver nominatformen finns också underarten P. i. orientale.